# 李邦魁
李邦魁（？—？），字士元，號西潍，山東萊州府高密縣人，軍籍，明朝政治人物。

## 生平
嘉靖二十二年（1543年）癸卯科山東鄉試第五十五名舉人。嘉靖三十二年（1553年）中式癸丑科會試第二百九十八名，三甲第一百八十一名進士。都察院观政，授直隶唐山知县，卒。

## 家族
曾祖李霖，縣丞；祖父李寔，訓導；父李鍾靈，母管氏；繼母儀氏；繼母張氏。